# Mont Plans
Mont Plans Girabalt (Artés, 8 de octubre de 1948) es una actriz española de teatro y televisión que también ha trabajado de fotoperiodista.

## Biografía
Cuando era pequeña se instaló con su familia en Barcelona, donde cursó estudios de solfeo y canto en el Conservatorio Superior de Música del Liceo. Desde entonces, empezó a trabajar en diferentes ámbitos como, por ejemplo, en cursos de jazz con Loti Lewis en la Escuela Zeleste o como solista en el Coro Calenda Maia, dirigido por Rafael Subirachs. Posteriormente estudió dibujo, pintura y diseño publicitario en la Escuela Massana y trabajó como fotógrafa en Tele-Express y como freelance en diferentes publicaciones entre las que destacan Interviú, Jano y Lecturas. Tuvo la oportunidad de viajar a Marruecos, Túnez, Libia, Argelia, Nigeria, Costa de Marfil y Turquía para realizar reportajes fotográficos.
A principios de los 80 entró a formar parte de la compañía teatral La Cubana donde trabajó con gran éxito hasta 1993. Posteriormente trabajó como actriz para la compañía Dagoll Dagom así como con importantes directores de teatro catalanes. En 2012 regresó a La Cubana para actuar en la obra Campanadas de boda.
También ha trabajado en televisión, donde adquirió una gran popularidad al interpretar a una de las tres Teresines en la serie de TV3 Teresina S.A..

## Filmografía

### Cine
| Año  | Película                                   | Personaje   |
| ---- | ------------------------------------------ | ----------- |
| 1998 | Cariño, he enviado a los hombres a la luna | Ama de casa |
| 2015 | Los amores inconclusos                     | Soledad     |

### Televisión
| Año       | Serie                   | Personaje                     |
| --------- | ----------------------- | ----------------------------- |
| 1992      | Teresina S.A.           | Mari Tere                     |
| 1996      | Oh! Espanya             |                               |
| 1997      | Les 1000 i una          | Consol Cirera/Meritxell Badia |
| 1999      | La memòria dels Cargols | Señora Frescoval              |
| 2008-2009 | El cor de la ciutat     | Quima Vilardell               |